# Лицинии
Лици́нии  (лат. Licinii) — древнеримский плебейский род, двое из представителей которого в 493 году до н. э. были в числе первых народных трибунов. Из последующих особенно известен Гай Лициний Кальв Столон (лат. Gaius Licinius Calvus Stolo).
Избранный в 377 году до н. э. в народные трибуны, он предложил вместе с Луцием Секстием предоставить плебеям право на консульство и установить ещё следующие правила, рассчитанные на поддержку беднейших плебеев: чтобы проценты, уплаченные по долговым обязательствам, были зачислены в уплату капитала; чтобы никто не мог занимать более 500 югеров общественной земли (ager publicus); чтобы временные владельцы общественной земли платили в казну десятую долю дохода с хлебных полей и пятую с садов и виноградников; чтобы на общественных пастбищах один гражданин не мог пасти более 100 голов крупного скота и 500 мелкого. По преданию, 10 лет продолжалась борьба, причём благодаря интерцессии не могли состояться выборы магистратов и в течение 4 лет была анархия (факт, новейшими учёными отрицаемый). В 369 году до н. э. Лицинию удалось добиться замены патрицианских duoviri sacrorum (наблюдателей за Сивиллиными книгами) смешанными decemviri sacrorum (5 из патрициев, 5 из плебеев).
В 364 и 361 годах до н. э. Гай Лициний был консулом. В 358 году до н. э. он был, по преданию, наказан штрафом в 10 000 ассов за нарушение собственного закона, так как вместе со своим сыном, которого он эмансипировал, он обрабатывал 1 000 югеров земли. К ветвям рода Лициниев принадлежали также Крассы, Лукуллы, Мурены и Нервы. Известен ещё Гай Лициний Макр, бывший в 73 году до н. э. народным трибуном и написавший «Летопись» Рима, послужившую источником для Ливия и Дионисия Галикарнасского.

## Примечание
1. ↑  Марк Теренций Варрон. О сельском хозяйстве, I, 2 (9).